# Qornisi (Kareli)
Qornisi (georgiska: ყორნისი) är en ort i Georgien, i distriktet Kareli. Den ligger i den centrala delen av landet, 110 km nordväst om huvudstaden Tbilisi. Qornisi ligger 967 meter över havet och år 2015 var antalet invånare 227.